# Arne Bohman (konstnär)
Arne Anders Gustav Bohman, född 28 januari 1912 i Älvsby församling i Norrbottens län, död 6 november 1992 i Vaksala församling i Uppsala, var en svensk målare.
Han var son till kontraktsprosten Erik Bohman och folkskolläraren Isaura Stenborg samt dotterson till Carl Michael Stenborg. Han var gift med Bertha Fransson 1942–1951. Han utbildade sig först till inredningsarkitekt vid Högre konstindustriella skolan innan han sadlade om och studerade konst vid Grünewalds målarskola 1943–1945 och vid Otte Skölds målarskola 1946–1947 samt genom självstudier under resor till Frankrike och Italien. Separat ställde han bland annat ut i Östersund och Sundsvall och han medverkade i ett flertal samlingsutställningar. Vid sidan av eget skapande var han illustratör för olika barntidningar, ofta med sagomotiv. Hans konst består av stilleben, sagomotiv och landskapsskildringar utförda i olja, gouache eller akvarell. Bland hans offentliga arbeten märks färgsättningen av skulpturgruppen Nattvarden i Dorotea kyrka.